# Juliusburg
Juliusburg ist eine Gemeinde im Kreis Herzogtum Lauenburg in Schleswig-Holstein.

## Geographie
Das Gemeindegebiet von Juliusburg erstreckt sich im zentralen Bereich der naturräumlichen Haupteinheit Lauenburger Geest (Nr. 696) südlich vom Bach Rahbek und westlich vom Augraben zur Linau im Städtedreieck von Geesthacht, Lauenburg und Schwarzenbek. Im Gemeindegebiet liegt der Wald Tiergarten, sowie im Nordosten der Forst Wulfshorst.
Neben der namensgleichen Dorflage befindet sich auch die Haussiedlung Brandhorst als weiterer Wohnplatz im Gemeindegebiet.
Das Gemeindegebiet ist umgeben von selbigen der Gemeinden Gülzow, Lütau, Krüzen, Schnakenbek und Krukow.

## Geschichte
Das Dorf wurde 1230 im Ratzeburger Zehntregister  als  Abenthorp erstmals urkundlich erwähnt und hieß bis 1678 Abbendorf, ehe es in Juliusburg umbenannt wurde. Das Dorf gehörte den Rittern Wulf aus Schwarzenbek.  Klaus Wulf verpfändete 1416 seine Rechte an Abbendorf  an Otto Schack. Dessen Sohn Hartig Schack verpfändete 1423 Abbendorf  mit Genehmigung des Herzogs Erichs V. gemeinsam mit den Dörfern Thömen und Krukow an die  Marienkirche in Lübeck. Richardis, Hartigs Witwe, wählte Herzog Bernhard zum Vormunde, und dieser brachte 1441 die drei Dörfer in seinen Besitz, nachdem er sie freigekauft hatte. Jürgen von der Kettenburg heiratete die Tochter Joachim Schacks und wurde 1570 mit dem Gut Abbendorf belehnt. Franz Heinrich von der Kettenburg verkaufte das Gut 1620 an den Herzog August. Von 1633 bis 1636 hatte der Jägermeister Ernst von Berge Abbendorf gepachtet. Das Dorf hatte im Dreißigjährigen Krieg schwer zu leiden, als 1637 die Schweden unter General Banner bei Artlenburg über die Elbe zogen.
Die lauenburgischen Herzöge hatten in Abbendorf einen Sommersitz und ließen einen noch heute vorhandenen Damm über das Moor nach Lauenburg anlegen. Herzog Julius Heinrich gab Abbendorf den Namen Juliusburg und legte 1660 hier einen Tiergarten an. Die Pensionäre aus allen Ämtern mussten dazu jeder ein Fuder Busch liefern. In der Hannoverschen Zeit wollte man den sehr verfallenen Tiergarten wiederherstellen, gab diesen Plan jedoch auf. Der Park wurde 1704 eingeebnet.

## Politik

### Gemeindevertretung
Bei der Kommunalwahl 2023 errang die Wählergemeinschaft Juliusburg erneut alle sieben Sitze in der Gemeindevertretung. Die Wahlbeteiligung betrug 64,7 Prozent.

## Sehenswürdigkeiten
In der Liste der Kulturdenkmale in Juliusburg stehen die in der Denkmalliste des Landes Schleswig-Holstein eingetragenen Kulturdenkmale.